# Muhammad ibn Nur
Muhammad ibn Nur (en árabe: محمد بن نور‎), también conocido como ibn Thawr o ibn Thur o Ibn Al-Noor, referido peyorativamente como ibn Bur ("hijo del páramo") fue el gobernador de la región de al-Bahrein en la última década del siglo IX. Por esos tiempos, al-Bahrein formaba parte del califato abasí. Es conocido por su invasión y conquista de Omán, reanudando así el dominio abasí en la zona. 

## Campaña en Omán
No se conocen detalles de la vida de Muhammad fuera de su conquista de Omán. En 892, dentro del Imamato de Omán se desarrollaba una guerra civil. Así que cada una de las facciones que luchaban en el conflicto enviaron una delegación al gobernador de al-Bahrein, pidiéndole que interviniera. Muhammad les explicó que la solicitud debe remitirse al califa Al-Mutádid, quien decidió que se debía emprender una expedición. 
En consecuencia, Muhammad reunió un gran ejército para la campaña y, según los informes, tuvo unos 25000 hombres bajo su mando. El grueso de sus fuerzas se concentró en Baréin, de donde la primera división partió hacia Omán siguiendo la ruta Terrestre, mientras la segunda división, que transportaba gran cantidad de suministros, zarpó de Basora hacia Julfar.
La noticia del avance abasí generó pánico entre los partidarios del iman 'Azzan ibn Tamim, muchos le abandonaron. Gran número de residentes de Sohar huyeron del país hacia territorio abasí (árabes) y saffarí (persas). Las fuerzas de Muhammad pronto llegaron a Julfar y la tomaron después de una corta batalla. Penetraron en el país, llegaron a Tu'am en abril de 893, luego a al-Sirr y finalmente a Nizwa. Capturaron Nizwa sin resistencia. Luego Muhammad se trasladó a la aldea donde estaba el imán y sus tropas. La batalla resultante, que tuvo lugar a mediados de mayo, concluyó con la victoria de los abasíes; el imán y muchos de sus seguidores fueron asesinados y sus cabezas fueron enviadas triunfalmente al califa en Bagdad.
La muerte del imán no puso fin de inmediato a la guerra y, en poco tiempo, varias tribus omaníes formaron una alianza con el objetivo de expulsar a Muhammad del país. Según fuentes Ibadíes, la alianza alcanzó a Muhammad en Dama. La batalla empezó con ventaja de la alianza, las tornas cambiaron cuando llegaron refuerzos tribales para el ejército de Muhammad. La alianza fue completamente derrotada y muchos de sus combatientes murieron. Después de eso, la resistencia organizada se derrumbó y Muhammad regresó a Nizwa como el conquistador de Omán.
Muhammad permaneció en Omán durante algunos años después de su conquista. Las fuentes registran que trató a los omaníes con dureza y muchos fueron torturados, mutilados o asesinados. Se desalentaron las enseñanzas Ibadíes y se quemaron numerosos libros. Incluso llegó a destruir el sistema de canales de agua que se utilizaba para el riego. Según los informes, las acciones de Muhammad causaron devastación en el país y, como resultado, fuentes omaníes le dieron con desdén el nombre de ibn Bur ("páramo").
Muhammad regresó a Bareín en 896 y nombró a Ahmad ibn Hilal como su vicegobernador en Omán.